# Марія Володимирівна

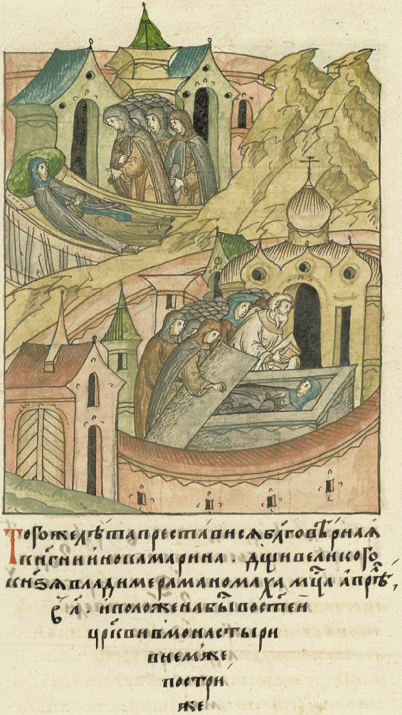
Смерть Марії (Мариці) Володимирівни Мономах з літопису

Марія Володимирівна (Мариця Володимирівна; р. н. невід. — п. 20.01.1146) — дочка князя Володимира Мономаха. Видана заміж за Лже-Діогена (Леона), сина самозванця, який проголошував себе імператором Візантії Романом IV Діогеном. Батько Леона за допомогою половців намагався скинути імператора Олексія I Комніна, але зазнав поразки і був осліплений. Леон у своїй боротьбі отримав підтримку переяславського князя (з 1113 — великий князь київський) Володимира Мономаха, який мав власні політичні інтереси на Нижньому Дунаї і навіть певний час володів деякими візантійськими містами. Дата шлюбу є спірною в науці — між 1090-ми рр. та 1110. 1116 Леон загинув і Марина (Мариця) повернулася в Київ, де заснувала власний монастир, у якому прийняла схиму.